# Međunarodna gimnastička federacija
Međunarodna gimnastička federacija ili kraće FIG (od francuskog naziva Fédération Internationale de Gymnastique) je međunarodna udruga koja okuplja nacionalne gimnastičke saveze te koordinira i upravlja radom gimnastičkog sporta.
Osnovana je 1881. godine u Belgiji, što je čini najstarijom međunarodnom sportskom federacijom. Kako je prvotno okupljala samo tri europske članice (Belgija, Francuska, Nizozemska) u početku je nosila naziv Europska gimnastička federacija, ali je primanjem zemalja članica izvan Europe kasnije promijenila naziv.
Na današnji dan članstvo u FIG-u ima 129 zemalja članica. Trenutni predsjednik je Morinari Watanabe.